# Coupe d'Arcésilas
La Coupe d'Arcésilas (ou Coupe d'Arkesilas) est un kylix (vase peu profond et évasé), produit par le céramiste de Laconie connu sous le nom de Peintre d'Arcésilas. La coupe représente le souverain Arcésilas II (Arkesilas), roi de Cyrène, et est datée entre - 565 et - 560 av. J.C. La coupe fut trouvée à Vulci et se trouve désormais au Cabinet des médailles de la Bibliothèque nationale de France à Paris.

## Description
Le roi est représenté en train de regarder sept hommes qui emballent, pèsent et stockent des marchandises commerciales. Les inscriptions indiquent plus en détail leurs activités et le nom du roi. Différents animaux d'Afrique soulignent le contexte africain de la représentation.
Par son style et son motif, cette peinture est unique dans l'art de l'antiquité. Des images représentant des scènes en rapport avec la vie professionnelle sont très rares, ainsi que les représentations d'Arcésilas II. Extrêmement important pour l'histoire de la technologie est la représentation de la balance à  vaisselle, car elle est représentée en train d'être utilisée. Autre chose importante, ces images ont été produites en Laconie, ce qui permet de démontrer les liens étroits entre Sparte et l'Afrique du Nord; un autre vase du même peintre, représentant la nymphe Kyrene (patronne de Cyrène), se battant avec un lion, a été trouvé sur l'île de Samos, un allié de Sparte.